# Heterokromija
U anatomiji, heterokromija znači razliku u boji, najčešće šarenice, ali može i kose ili kože. Heterokromija je rezultat relativnog viška ili manjka melanina (pigment). Može biti nasljedan, zatim posljedica genetskog mozaicizma ili može bit posljedica bolesti ili ozljede.
Boja očiju, posebno boja šarenica, je primarno određena koncentracijom i preraspodjelom melanina. Zahvaćeno oko može biti hiperpigmentirano (hiperkromno) ili hipopigmentirano (hipokromno). Kod čovjeka, uobičajeno, višak melanina uzrokuje hiperplaziju tkiva irisa, dok manjak melanina uzrokuje hipoplaziju.
Postoje dvije vrste heterokromije oka (heterokromija šarenice ili heterokromija šarenica). U potpunoj heterokromiji jedna šarenica je drukčije boje od druge. U parcijalnoj ili zonalnoj heterokromiji dio jedne šarenice je drugačije boje od ostatka šarenice.
Parcijalna ili zonalna heterokromija je mnogo rjeđa nego potpuna heterokromija i tipično se nalazi u autosomno nasljednim bolestima poput Hirschprungove bolesti i Waardenburgovog sindroma.

## Heterokromija kod životinja
Iako potpuna heterokromija nije česta kod ljudi, mnogo je češća kod ostalih vrsta kod kojih je skoro uvijek jedno oko plavo. Plavo oko se pojavljuje unutar bijele mrlje, gdje melanin nedostaje na koži i kosi (vidi leucizam). U te vrste spada mačka, posebno pasmine kao Turkish Van, Turkish Angora, i (rijetko) Japanese Bobtail. Te takozvane mačke s rasparenom bojom očiju su bijele, ili većinom bijele, s jednim normalnim okom (bakreno, narančasto, žuto, zeleno), i s jednim plavim okom. Kod psa se potpuna heterokromija češće vidi kod sibirskog haskija. Konji s potpunom heterokromijom imaju jedno smeđe oko i jedno bijelo, sivo ili plavo – potpuna heterokromija je češća kod konja s pinta bojom. Potpuna heterokromija se također javlja kod goveda i čak kod bivola.
Parcijalna heterokromija, uobičajeno parcijalna hipokromija, je česta kod pasa, posebno kod pasmina s merle dlakom. Te pasmine uključuju australskog ovčara i border collie.

## Klasifikacija bazirana na etiologiji
Heterokromija je primarno klasificirana po nastanku: ili je genetska, ili stečena. Iako se razlika učestalo radi između heterokromije koja zahvaća oko potpuno ili samo djelomično (parcijalna heterokromija), često se klasificira kao ili genetska (zbog mozaicizma ili kongenitalno) ili stečena, s napomenom da li je zahvaćena šarenica ili dio šarenice tamniji ili svjetliji.

### Kongenitalna heterokromija
Kongenitalna heterokromija se uobičajeno nasljeđuje autosomno dominantno.

#### Abnormalna tamnija šarenica
- Lischovi čvorići – hamartomi šarenice kod neurofibromatoze.
- Melanoza oka – stanje karakterizirano povećanom pigmentacijom srednje očne ovojnice, episklere i prednje očne sobice.
- Melanocitoza kože oka (madež oka).
- Sindrom raspršenja pigmenta – stanje karakterizirano gubitkom pigmenta iz stražnje površine šarenice koji je raspršen unutar oka i odložen na različite strukture unutar oka, uključujući i prednju površinu šarenice.
- Sturge-Weberov sindrom – sindrom karakteriziran madežom u obliku mrlja od vina porto smještenim na trigeminalnom živcu, homolateralnim meningealnim angiomom s intrakranijalnim kalcifikatima i neurološkim znakovima, i angiomom žilnice, često udruženim sa sekundarnim glaukomom.

#### Abnormalna svjetlija šarenica
- Jednostavna heterokromija – rijetko stanje karakterizirano odsutnošću drugih očnih ili      sistemskih problema. Svjetlije oko je tipično s obzirom na to da zahvaćeno oko pokazuje hipoplaziju šarenice. Može zahvatiti cijelu šarenicu ili samo dio.
- Kongenitalni Hornerov sindrom – ponekad nasljeđen, iako većinom stečen.
- Waardenburgov sindrom – sindrom u kojem se heterokromija javlja kao bilateralna hipokromija šarenice u nekim slučajevima. Japanska studija na jedanaestero albino djece je pokazala da su svi imali parcijalnu/zonalnu heterokromiju.
- Piebaldizam – sličan Waardenburgovom sindromu, rijedak poremećaj razvoja melanocita      karakteriziran bijelim pramenovima i multiplim simetričnim hipopigmentiranim ili nepigmentiranim mrljama.
- Hirschprungova bolest– crijevni poremećaj udružen s heterokromijom u obliku zonalne      hipokromije. Zahvaćeni dijelovi pokazuju smanjen broj melanocita i smanjenu pigmentaciju strome.
- Inkontinencija pigmenta
- Parry-Rombergov sindrom

### Stečena heterokromija
Stečena heterokromija nastaje najčešće tijekom ozljede, upale, upotrebe određenih kapi za oči ili tumora.

#### Abnormalna tamnija šarenica
Taloženje tvari
Sideroza – taloženje željeza unutar očnog tkiva tijekom penetrirajuće ozljede i    zaostalog željeznog sadržaja, stranog tijela oka.
- Hemosideroza – dugotrajna hiphema (krvarenje u prednju sobicu) nakon tupe traume oka    može dovesti do odlaganja željeza iz krvnih produkata.
- Upotreba određenih kapi za oči – analozi prostaglandina (latanoprost, isopropil unoproston, travoprost i bimatoprost) se koriste lokalno za smanjenje intraokularnog tlaka kod pacijenata s glaukomom. Kod nekih pacijenata se primjenom tih lijekova razvila      koncentrična heterokromija. Stroma oko mišićnog sfinktera šarenice je postala tamnija nego periferna stroma. Zatražena je stimulacija stvaranja melanina unutar melanocita šarenice.
- Tumori – madeži i melanomi.
- Iridokornealni endotelni sindrom
- Sindrom ektropičnog položaja šarenice

#### Abnormalna svjetlija šarenica
- Fuchsov heterokromni iridociklitis – stanje karakterizirano niskim stadijem, asimptomatskom upalom srednje očne ovojnice u kojoj šarenica u zahvaćenom oku postaje hipokromna i ima ispran izgled donekle kao izgrižen od moljaca. Heterokromija može biti veoma suptilna, posebno kod pacijenata sa svjetlijim šarenicama. Često se lako uočava na danjem svjetlu. Učestalost heterokromije udružene s Fuchsovom bolešću procijenjena je u različitim studijama s rezultatima koji pokazuju da je mnogo teže otkriti promjenu boje šarenice kod pojedinaca s tamnijim očima.
- Stečeni Hornerov sindrom – uobičajeno stečen, kao kod neuroblastoma, iako ponekad nasljedan.
- Tumori – melanomi mogu također biti veoma svijetlo pigmentirani, a svjetlija šarenica može biti rijetka manifestacija metastatske bolesti oka.

Heterokromija je također uočena kod osoba s Duaneovim sindromom.
- Kronična upala šarenice
- Juvenilni xantogranulom
- Leukemija i limfom

## Centralna heterokromija
Budući da je heterokromija (također znana kao heterokromija šarenice ili heterokromija šarenica) stanje oka u kojem je jedna šarenica drugačije boje od druge (potpuna heterokromija), centralna heterokromija je stanje oka u kojem postoje dvije različite boje u jednoj šarenici. Centralna heterokromija je kada je centralna (zjenična) zona šarenice drugačije boje od periferne (cilijarne) zone.
Boja očiju je primarno određena koncentracijom i preraspodjelom pigmenta melanina unar tkiva šarenice, bilo što što utječe na ta dva faktora može rezultirati razlikom u promatranoj boji.
Ljudska šarenica se viđa u mnogim različitim bojama. Postoje tri prave boje očiju koje određuju vanjski izgled: smeđa, žuta i siva. Količina pojedine boje kod pojedinca određuje izgled njegove/njezine boje očiju.
Oči koje prikazuju centralnu heterokromiju često upućuju na „mačje oči“ zbog izgleda višebojne šarenice. Centralna heterokromija prevladava kod šarenica koje sadržavaju malu količinu melanina. Centralna heterokromija ne etiketira oči boje lješnjaka. To je zato što je vanjski prsten oka zahvaćenog centralnom heterokromijom prava boja šarenice.
|  | Molimo pročitajte upozorenje o korištenju medicinskih informacija. Ne provodite liječenje bez savjetovanja s liječnikom! |